# Samboal
Samboal est une commune de la province de Ségovie dans la communauté autonome de Castille-et-León en Espagne.

## Géographie
La commune contient 2 localités :
- Samboal, chef-lieu de la commune,
- Narros de Cuéllar (es), autre localité qui avait le statut de commune jusqu'au 12 septembre 1970.

## Sites et patrimoine
- Église de Samboal de Carracielo del Pinar (es)

Église de Samboal de Carracielo del Pinar.
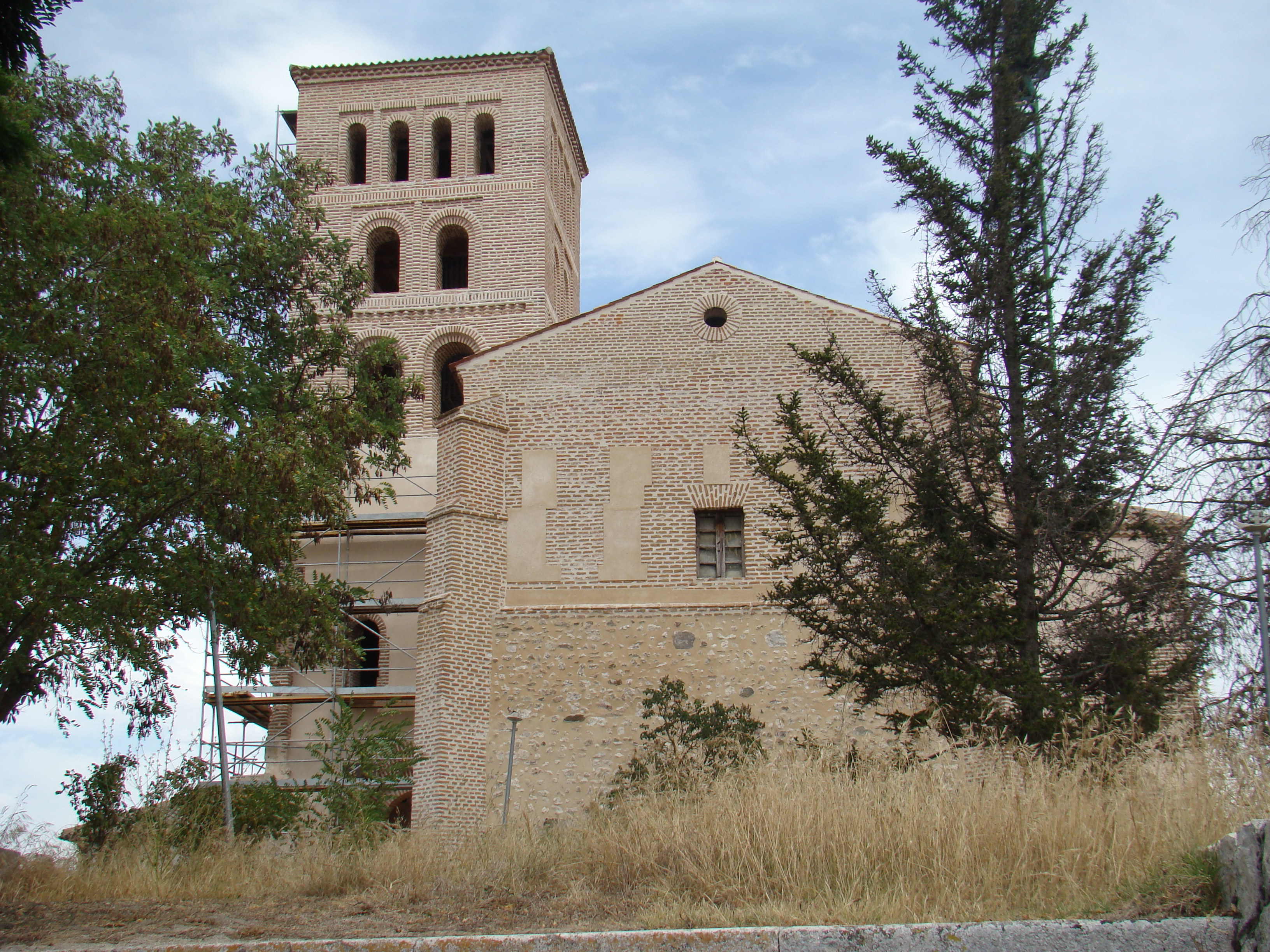
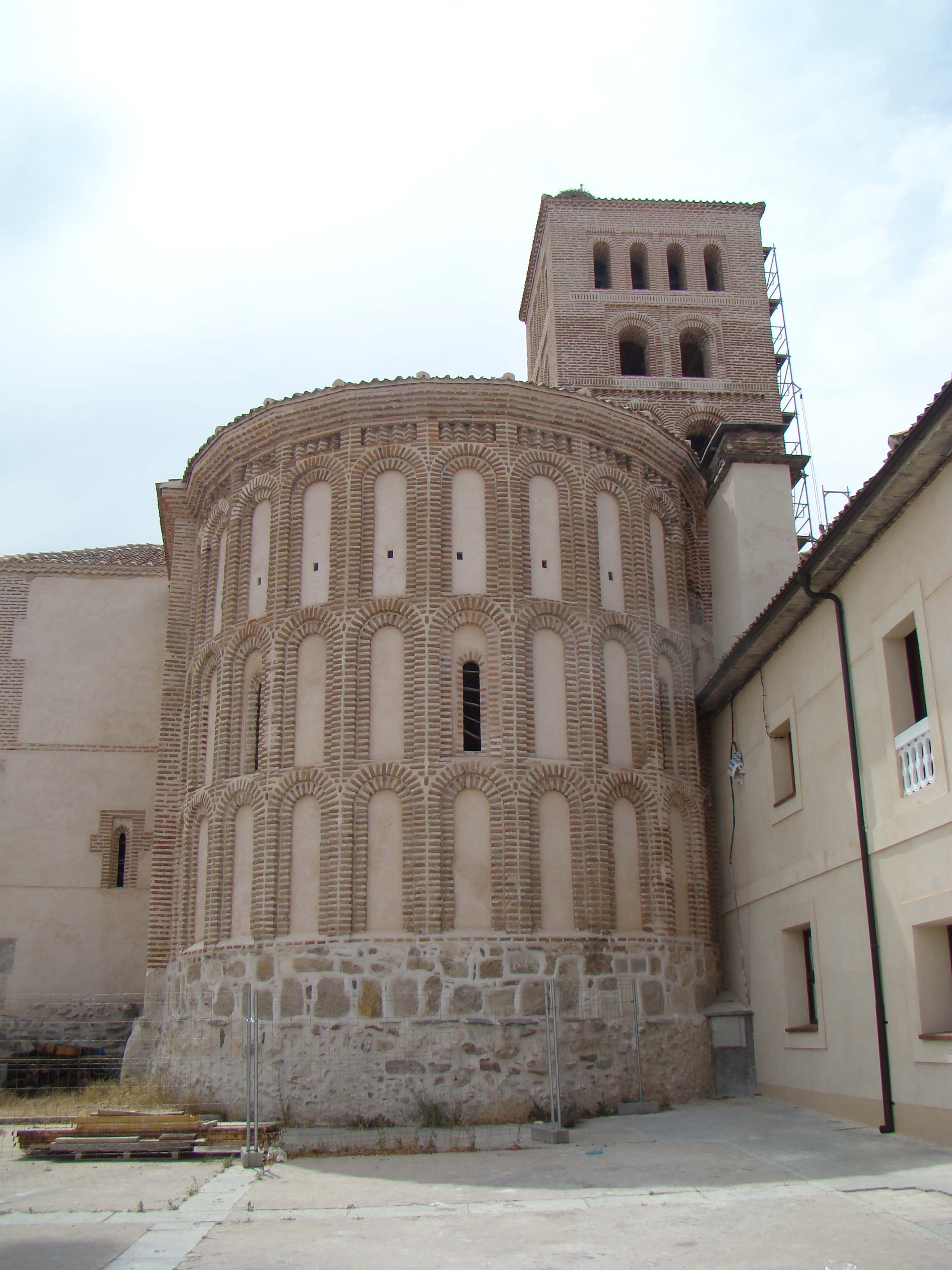
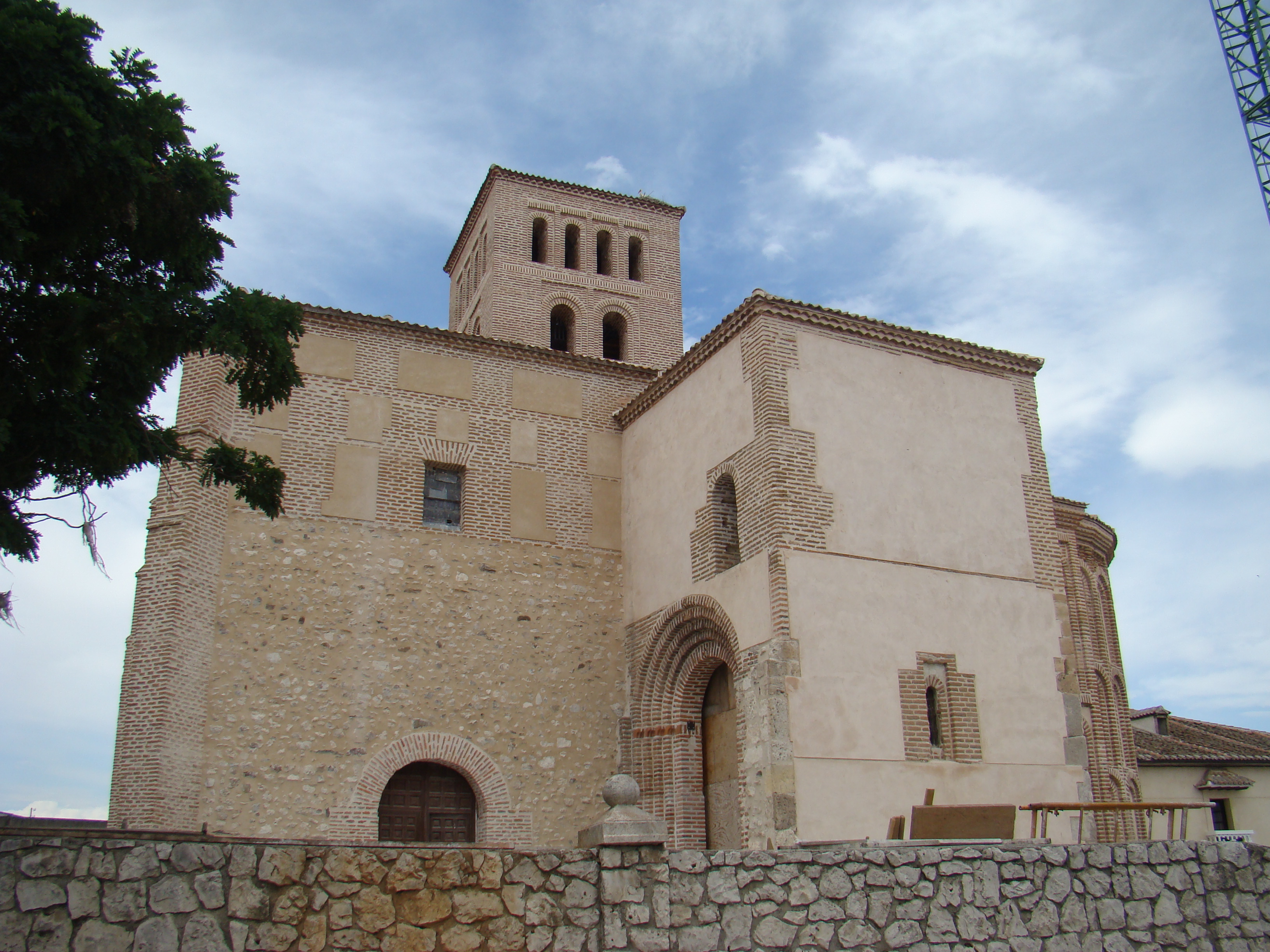